# Раллі (ринок акцій)
Ралі (англ. Rally) — період стійкого зростання цін акцій, облігацій або індексів. Цей тип руху цін може відбутися або на ринку «бика», або на ринку «ведмедя», тоді даний період прийнято називати або ралі бичачого ринку, або ралі ведмежого ринку, відповідно. Проте, ралі в цілому буде відповідати періоду горизонтального положення графіка цін або його зниження.
Ралі викликано великою кількістю зарахування грошових коштів на ринку, торгами на ціни. Довжина і величина ралі залежать від ступеня купівельної спроможності і кількісного тиску продавців, з якими покупці стикаються. Наприклад, якщо маємо великий пул покупців, але деякі інвестори готові продавати, то, ймовірно, буде довге ралі. Однак якщо той же великий пул покупців буде супроводжуватися аналогічною кількістю продавців, ралі, ймовірно, буде коротким, а зміна цін мінімальним.